# Medalha Jason A. Hannah
A Medalha Jason A. Hannah, instituída em 1976, é uma distinção conferida pela Sociedade Real do Canadá com a assistência da  "Associated Medical Services Incorporated", através do seu "Instituto Hannah para a História da Medicina", para a publicação de uma obra importante de um autor canadense, na área da história da medicina.
A medalha foi estabelecida para homenagear o ex-presidente da AMS Inc., Jason A. Hannah.
A distinção é concedida anualmente. Além da medalha de bronze, o agraciado recebe a quantia em dinheiro de $1.500.

## Laureados[1]
- 1978 - Henri F. Ellenberger
- 1979 - John Farley
- 1980 - Malcolm G. Taylor
- 1983 - J. Michael Bliss
- 1984 - Harvey G. Simmons
- 1985 - C.A.V. Barker & A. Margaret Evans
- 1986 - Wilfred G. Bigelow
- 1987 - Toby Gelfand
- 1989 - Jay Cassel
- 1990 - Anthony A. Travill
- 1991 - Michael H. Kater
- 1993 - Angus G. McLaren (co-medalhista)
- 1993 - Pauline M.H. Mazumdar (co-medalhista)
- 1994 - Charles G. Roland
- 1995 - Edward Shorter
- 1996 - Denis Goulet
- 1997 - Georgina D. Feldberg
- 1998 - John F. Hutchinison
- 1999 - Annmarie Adams
- 2000 - Edward Shorter
- 2001 - Jacalyn Duffin (1º medalhista)
- 2001 - J. Michael Bliss (2º medalhista)
- 2002 - Maureen K. Lux
- 2003 - Wendy Mitchinson
- 2004 - F. J. Paul Hackett
- 2005 - David e Rosemary R. Gagan
- 2006 - James Opp
- 2007 - Michael Bliss
- 2008 - David Gentilcore
- 2009 - Jacalyn Duffin